# So Close to What
So Close to What (englisch für „So nah an was“) ist das dritte Studioalbum der kanadischen Popsängerin Tate McRae, das im Februar 2025 erschien.

## Entstehung und Veröffentlichung
Die Erstveröffentlichung von So Close to What erfolgte am 21. Februar 2025 bei RCA Records. Das Album erschien als CD (Katalognummer: 19802885082) und LP (Katalognummer: 0198028850810) sowie zum Download und Streaming (Katalognummer: 196872648911) mit unterschiedlichen Titelzusammensetzungen. Darüber hinaus erschien am selben Tag eine limitierte LP-Ausführung mit einem alternativen Frontcover und einem signierten Poster (Katalognummer: 0198028850216).
Geschrieben und produziert wurden die Lieder von verschiedenen Komponisten, Liedtextern und Musikproduzenten. McRae selbst war am Schreibprozess von allen Liedern involviert. Des Weiteren waren namhafte Musiker wie Amy Allen, Julia Michaels oder auch Ryan Tedder an der Produktion und dem Schreibprozess beteiligt.

## Titelliste
Digital Edition
1. Miss Possessive – 2:45
2. Sports Car – 3:12
3. It’s OK I’m OK – 3:01
4. Revolving Door – 3:20
5. No I’m Not in Love – 2:58
6. Dear God – 3:15
7. Bloodonmyhands – 3:08 (feat. Flo Milli)
8. Greenlight – 2:50
9. I Know Love – 3:22 (feat. The Kid Laroi)
10. Means I Care – 3:10
11. Like I Do – 2:55
12. Purple Lace Bra – 3:05
13. 2 Hands – 3:18
14. Siren Sounds – 2:40
15. Nostalgia – 3:30

Call My Bluff und Better than I Was sind nur auf physischen Versionen enthalten. Die Deluxe-Edition enthält Liveversionen von Sports Car, It’s OK I’m OK und Greenlight.

## Singleauskopplungen
| Jahr | Titel           | Höchstplatzierung, Gesamtwochen, AuszeichnungChartplatzierungen (Jahr, Titel, , Platzierungen, Wochen, Auszeichnungen, Anmerkungen) | Höchstplatzierung, Gesamtwochen, AuszeichnungChartplatzierungen (Jahr, Titel, , Platzierungen, Wochen, Auszeichnungen, Anmerkungen) | Höchstplatzierung, Gesamtwochen, AuszeichnungChartplatzierungen (Jahr, Titel, , Platzierungen, Wochen, Auszeichnungen, Anmerkungen) | Höchstplatzierung, Gesamtwochen, AuszeichnungChartplatzierungen (Jahr, Titel, , Platzierungen, Wochen, Auszeichnungen, Anmerkungen) | Höchstplatzierung, Gesamtwochen, AuszeichnungChartplatzierungen (Jahr, Titel, , Platzierungen, Wochen, Auszeichnungen, Anmerkungen) | Anmerkungen                                                  |
| Jahr | Titel           | DE | AT | CH | UK | US | Anmerkungen                                                  |
| --- | --------------- | --- | --- | --- | --- | --- | ------------------------------------------------------------ |
| 2024 | It’s OK I’m OK  | DE71 (2 Wo.)DE | AT49 (1 Wo.)AT | CH41 (5 Wo.)CH | UK14 Silber · (… Wo.)UK | US20 Gold · (20 Wo.)US | Erstveröffentlichung: 12. September 2024 Verkäufe: + 785.000 |
| 2024 | 2 Hands         | — | — | CH67 (2 Wo.)CH | UK8 (13 Wo.)UK | US41 (3 Wo.)US | Erstveröffentlichung: 14. November 2024                      |
| 2025 | Sports Car      | DE33 (… Wo.)DE | AT17 (… Wo.)AT | CH26 (… Wo.)CH | UK3 Silber · (… Wo.)UK | US16 (… Wo.)US | Erstveröffentlichung: 24. Januar 2025 Verkäufe: + 215.000    |
| Folgende Lieder erschienen nicht als Single, wurden aber durch das Album zum Download und Streaming bereitgestellt und konnten somit eine Platzierung erlangen: |                 | | | | | |                                                              |
| |                 | | | | | |                                                              |
| 2025 | Revolving Door  | DE76 (1 Wo.)DE | AT39 (2 Wo.)AT | CH37 (… Wo.)CH | UK9 (… Wo.)UK | US22 (… Wo.)US | Charteinstieg: 28. Februar 2025                              |
| 2025 | I Know Love     | — | AT44 (1 Wo.)AT | CH54 (1 Wo.)CH | UK25 (1 Wo.)UK | US43 (2 Wo.)US | Charteinstieg: 2. März 2025 feat. The Kid Laroi              |
| 2025 | Dear God        | — | — | — | — | US44 (2 Wo.)US | Charteinstieg: 8. März 2025                                  |
| 2025 | Purple Lace Bra | — | — | — | — | US53 (2 Wo.)US | Charteinstieg: 8. März 2025                                  |
| 2025 | Miss Possessive | — | — | — | — | US54 (2 Wo.)US | Charteinstieg: 8. März 2025                                  |
| 2025 | Bloodonmyhands  | — | — | — | — | US64 (1 Wo.)US | Charteinstieg: 8. März 2025 feat. Flo Milli                  |
| 2025 | Signs           | — | — | — | — | US74 (1 Wo.)US | Charteinstieg: 8. März 2025                                  |
| 2025 | Like I Do       | — | — | — | — | US90 (1 Wo.)US | Charteinstieg: 8. März 2025                                  |
| 2025 | Greenlight      | — | — | — | — | US99 (1 Wo.)US | Charteinstieg: 8. März 2025                                  |

## Rezensionen
So Close to What erhielt überwiegend positive Kritiken. Auf Metacritic erzielte es eine Bewertung von 74 von 100, basierend auf elf Rezensionen. Clash lobte McRaes „Fähigkeit, Verletzlichkeit mit ansteckenden Popsensibilitäten zu verbinden“, während The Times das Album als „funktional, aber nicht bemerkenswert“ bezeichnete. Eine negative Kritik kam von Paste, das das Album als „energielos und größtenteils mittelmäßig“ beschrieb.

## Kommerzieller Erfolg

### Chartplatzierungen
So Close to What avancierte zum Nummer-eins-Erfolg in Australien, Belgien-Flandern, Neuseeland, den Niederlanden, Norwegen, Österreich, der Schweiz oder auch den Vereinigten Staaten.
| ChartsChartplatzierungen       | Höchstplatzierung | Wochen |
| ------------------------------ | ----------------- | ------ |
| Deutschland (GfK)              | 2 (# Wo.)         | #      |
| Österreich (Ö3)                | 1 (… Wo.)         | …      |
| Schweiz (IFPI)                 | 1 (… Wo.)         | …      |
| Vereinigte Staaten (Billboard) | 1 (… Wo.)         | …      |
| Vereinigtes Königreich (OCC)   | 2 (… Wo.)         | …      |

### Auszeichnungen für Musikverkäufe
| Land/Region                  | Auszeichnungen für Musikverkäufe (Land/Region, Auszeichnung, Verkäufe) | Verkäufe |
| ---------------------------- | ---------------------------------------------------------------------- | -------- |
| Dänemark (IFPI)              | Gold                                                                   | 10.000   |
| Neuseeland (RMNZ)            | Gold                                                                   | 7.500    |
| Niederlande (NVPI)           | Gold                                                                   | 15.000   |
| Vereinigte Staaten (RIAA)    | Gold                                                                   | 500.000  |
| Vereinigtes Königreich (BPI) | Gold                                                                   | 100.000  |
| Insgesamt                    | 5× Gold ·                                                              | 632.500  |

Hauptartikel: Tate McRae/Auszeichnungen für Musikverkäufe